# Dom Stanisława Staszica w Pile
Dom Stanisław Staszica, potocznie zwany Staszicówką – zabytkowy budynek mieszkalny w Pile przy ul. Browarnej 18, w którym prawdopodobnie w listopadzie 1755 urodził się Stanisław Staszic – polski działacz oświeceniowy. Obecnie siedziba Muzeum Stanisława Staszica.

## Historia
Pilska mieszczańska rodzina Stasziców w części miasta zwanej Zamościem posiadała folwark, składający się z domu mieszkalnego, stodoły, obory i owczarni. Wzniesiony zapewne w połowie XVIII wieku przez burmistrza Piły Wawrzyńca Staszica dom mieszkalny jest jedyną zachowaną częścią folwarku. Przyjmuje się, że w nim w listopadzie 1755 przyszedł na świat syn Wawrzyńca Stanisław Staszic. Posiadłość pozostawała własnością Wawrzyńca Staszica do 1794, kiedy to sprzedał ją dotychczasowemu dzierżawcy Christianowi Lehnowi. W późniejszym okresie jej właścicielami były inne pilskie rodziny, a zabudowania gospodarcze zostały rozebrane. Wygląd samego domu mieszkalnego przez ten czas nie uległ większym zmianom. W 1879 Napoleon Orda wykonał rysunek domu Staszica, zamieszczony następnie w jego Albumie widoków historycznych Polski. W latach 20 XX wieku Konsulat RP w Pile oraz miejscowi działacze Związku Polaków w Niemczech podejmowali nieudane próby wykupienia budynku z przeznaczeniem na ośrodek polskiego życia narodowego. W trakcie walk o Piłę w lutym 1945 południowa część budynku została zniszczona przez pociski. Już w 1947 utworzono Społeczny Komitet Odbudowy Domu Staszica. Odbudowę z przeznaczeniem na izbę muzealną przeprowadziła w latach 1947-1948 firma Jurczyk i Spółka. Od 1951 budynek jest siedzibą Muzeum Stanisława Staszica.

## Architektura
Dom Staszica to skromny budynek parterowy, podpiwniczony, pięcioosiowy, nakryty dachem dwuspadowym. Wnętrze jest dwutraktowe, z sienią na osi. Pierwotnie ściany budynku (oprócz kamiennych ścian przyziemia) były wykonane z muru pruskiego. W trakcie powojennej odbudowy zniszczoną konstrukcję budynku wymieniono na nową, ceglaną. Zachowano jednak oryginalne piwnice i część komina oraz dawne podziały i układ wnętrz. W wyniku gruntownego remontu w latach 1985-1986 domowi przywrócono pierwotny wygląd zewnętrzny, umieszczając na elewacjach drewnianą konstrukcję szkieletową. Na fasadzie domu znajduje się tablica upamiętniająca postać Stanisława Staszica, odsłonięta w 1955. Na tyłach budynku położony jest niewielki ogród, w którym latem odbywają się koncerty. Dom Staszica, mimo że obecnie w znacznej części stanowi powojenną rekonstrukcję, jest uważany za najstarszy zachowany budynek w Pile.